# Kandi I
Kandi I è un arrondissement del Benin situato nella città di Kandi con 9 721 abitanti (dato 2006).